# Sportplatz Memellandallee

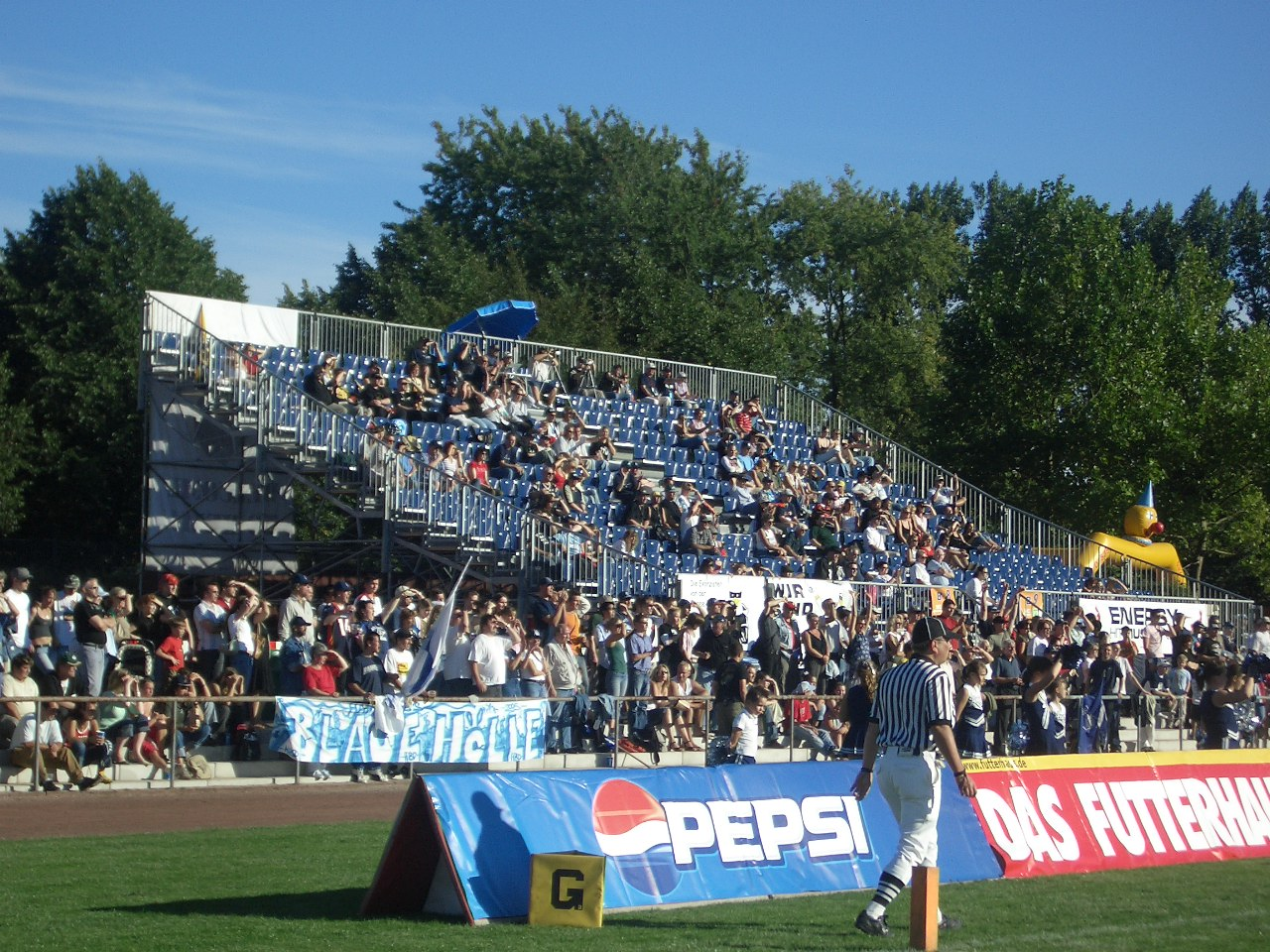
Frühere Gasttribüne (Ost)

Der Sportplatz Memellandallee ist ein Stadion in der Freien und Hansestadt Hamburg und Heimat des Footballteams Hamburg Blue Devils (HBD). Grundstückseigentümer ist die Stadt Hamburg.
Die Spielfelder dienen als Heimspielstätte von Örnek Türkspor und der Jugendmannschaften von Union 03 Altona.

## eVendi Arena
Der Sportplatz diente 2005–2008 unter dem Namen eVendi Arena als Footballstadion. In dieser Zeit verfügte die Arena über 4.175 unüberdachte Sitzplätze sowie ca. 2.000 Stehplätze. Besitzer der Tribünen und sanitären Anlagen sowie Inhaber des Haupt-Nutzungsrechtes waren die Hamburg Blue Devils, die somit als erstes deutsches Footballteam im Besitz eines eigenen Stadions waren. Namensgeber war das Unternehmen eVendi, welches sich mit Internet-Preisrecherche beschäftigt. Die Arena entstand innerhalb weniger Wochen durch unbürokratische Zusammenarbeit der HBD und ihrer Sponsoren mit dem Sportamt Hamburg sowie dem Bezirksamt Hamburg-Altona und der unentgeltlichen Hilfe von Fans. Am 18. Juni 2005 wurde die Arena durch den Präsidenten der HBD sowie dem Bezirksamtsleiter aus Altona eingeweiht. Das erste Spiel in der Geschichte der Evendi-Arena bestritten die Hamburg Blue Devils gegen die Düsseldorf Panther mit einem knappen 10:9-Sieg. Die ersten Punkte erzielte Hamburgs Defensive Back Lee Johnson mit einem Touchdown.